# Đa Minh Mai Thanh Lương
Đa Minh Mai Thanh Lương (tiếng Anh: Dominic Luong, Dominic Dinh Mai Luong) (20 tháng 12 năm 1940 – 6 tháng 12 năm 2017) là một giám mục Công giáo Rôma người Mỹ gốc Việt. Ông là giám mục gốc Việt đầu tiên tại Hoa Kỳ và toàn bộ khu vực Bắc Mỹ. Ngoài ra, ông còn là vị giám mục gốc châu Á thứ hai tại Hoa Kỳ. Giám mục Lương từng đảm nhận vai trò giám mục phụ tá Giáo phận Orange, California từ năm 2003 đến năm 2015. Với vị thế là một giám mục, ông được nhận định là một lãnh đạo tinh thần của người Mỹ gốc Việt tại Orange County, theo nhận xét của tờ Los Angeles Times. Khẩu hiệu Giám mục của ông là Anh chị em không phải người xa lạ.
Giám mục Đa Minh Lương sinh năm 1940 tại Nam Định. Sau quá trình di cư vào miền Nam, gia đình ông sinh sống tại vùng đất thuộc Hạt Đại diện Tông Tòa Đà Nẵng. Năm 1956, chủng sinh Lương được cử đi du học Hoa Kỳ và trở thành linh mục năm 1966. Không thể trở về Việt Nam, ông thi hành các tác vụ linh mục, làm công tác mục vụ tại Hoa Kỳ và tốt nghiệp ba văn bằng về vật lý, sinh học và tâm lý học. Vì hoàn cảnh chiến tranh, linh mục Lương ở lại Hoa Kỳ, trở thành linh mục Tổng giáo phận New Orleans và nhập tịch Hoa Kỳ năm 1977.
Sau chiến tranh Việt Nam, linh mục Mai Thanh Lương đóng vai trò quan trọng trong việc hỗ trợ mục vụ tôn giáo, giải quyết các xung đột sắc tộc và các vấn đề đời sống thường ngày cho những người gốc Việt nhập cư Hoa Kỳ. Ông xin thành lập và trở thành linh mục chánh xứ tiên khởi giáo xứ Maria Nữ Vương Việt Nam. Linh mục Lương được trao tước vị Đức ông năm 1986, với mục đích ghi nhận những nỗ lực của ông trong công tác hỗ trợ các di dân. Linh mục Mai Thanh Lương đảm nhận các chức vụ khác nhau trong cộng đồng giáo dân gốc Việt tại Hoa Kỳ và là cầu nối giữa Liên đoàn Công giáo Việt Nam tại Hoa Kỳ với Hội đồng Giám mục Hoa Kỳ.
Ghi nhận những đóng góp của Mai Thanh Lương, chính quyền thành phố New Orleans, bang New Orleans, Hoa Kỳ đã dùng tên ông để đặt tên một con đường. Năm 2003, Tòa Thánh bổ nhiệm linh mục Mai Thanh Lương làm giám mục phụ tá giáo phận Orange. Với vai trò giám mục, ông nhiều lần bảy tỏ quan điểm về các vấn đề của Giáo hội Công giáo tại Việt Nam. Ông từ nhiệm vào năm 2015 vì lý do tuổi tác, theo Giáo luật Công giáo và qua đời vào cuối năm 2017.

## Thân thế và tu tập
Giám mục Mai Thanh Lương sinh ngày 20 tháng 12 năm 1940 tại xã Trực Phú (nay thuộc thị trấn Ninh Cường), huyện Trực Ninh, tỉnh Nam Định, thuộc giáo xứ Ninh Cường, Giáo phận Bùi Chu. Theo Đức ông Phạm Quốc Tuấn, Giám mục Mai Thanh Lương có năm sinh thật vào khoảng năm 1937 Ông là con út trong một gia đình có 10 người con gồm tám trai và ba gái của ông bà Đa Minh Mai Ngọc Vỹ và Maria Nguyễn Thị Khướu Thân phụ ông hành nghề công chứng viên bất động sản, trong khi thân mẫu ông là nội trợ. Giám mục Lương còn có một người anh là linh mục Mai Ngọc Lợi, nguyên chánh xứ Giáo xứ Đức Hưng - Giáo phận Kon Tum, hiện đã qua đời. Dòng dõi Công giáo của Giám mục Đa Minh Lương được ghi nhận từ thời cụ nội, với việc nhà của ông này đã được chọn làm nơi phong chức bí mật cho thánh giám mục Valentín de Berriochoa Vinh.
Lên bảy tuổi, cậu bé Mai Thanh Lương, bấy giờ có tên khác là Mai Ngọc Thông thi đỗ vào tiểu chủng viện Trung Linh. Sau thời gian học tại tiểu chủng viện, cậu chuyển đến học tại Trường Latinh Ninh Cường. Với biến cố năm 1954, trường học cho bế giảng sớm một tháng và toàn thể chủng viện nói chung và lớp Têrêsa của cậu nói riêng quyết đinh di cư vào miền Nam Việt Nam. Mai Thanh Lương được cử hành nghi thức Bí tích Thêm Sức bởi tay Giám mục Đa Minh Maria Hồ Ngọc Cẩn, giám mục Hạt Đại diện Tông Tòa Bùi Chu.
Cậu bé Lương cùng gia đình di cư, sinh sống tại vùng đất thuộc Hạt Đại diện Tông Tòa Qui Nhơn (nay thuộc Giáo phận Đà Nẵng). Hai năm sau đó, chủng sinh Mai Thanh Lương được Giám mục Phêrô Maria Phạm Ngọc Chi cử đi du học Hoa Kỳ với mục đích sau này đưa chủng sinh này về Việt Nam đảm nhận vai trò giáo sư chủng viện. Tại Hoa Kỳ, chủng sinh Đa Minh Lương theo học Tiền Chủng viện giáo phận Buffalo, New York trong sáu năm, sau khi vượt qua bài kiểm tra của bang New York. Song song với thời gian này, vào kỳ hè, chủng sinh Lương tự học thêm các môn khoa học. Mai Thanh Lương sau đó tiếp tục học thần học và triết học tại chủng viện Thánh Bênađô thuộc Đại học Canisius, Rochester, New York. Chủng sinh Mai Thanh Lương là nghĩa tử của linh mục Vinh Sơn Mai Ngọc Liễn. Vì hoàn cảnh chiến sự, gia đình chủng sinh Lương nhiều lần phải di chuyển nơi định cư, sau chiến tranh Việt Nam đến định cư tại New York, Hoa Kỳ.

## Linh mục, thăng tước Đức ông
Ngày 21 tháng 5 năm 1966, chủng sinh Đa Minh Mai Thanh Lương được thụ phong linh mục tại Vương cung thánh đường Đức Mẹ Mân Côi (Lackawanna, New York), với phần nghi thức được cử hành bởi Giám mục chính tòa Giáo phận Buffalo James Aloysius McNulty. Tân linh mục được truyền chức với tư cách là linh mục của Giáo phận Đà Nẵng, Việt Nam. Sau khi thụ chức, Linh mục Lương ở lại Hoa Kỳ, tiếp tục theo đuổi con đường học vấn và tốt nghiệp ba văn bằng: cử nhân vật lý, thạc sĩ sinh học và thạc sĩ tâm lý học.
Sau khi Mai Thanh Lương được truyền chức linh mục, giám mục giáo phận Đà Nẵng yêu cầu linh mục này ở lại Hoa Kỳ đảm nhạn vai trò linh mục tuyên úy, đồng thời là cố vấn cho sinh viên Việt Nam tại Hoa Kỳ. Với hai văn bằng về thạc sĩ tâm lý và vạn vật học (Sinh học; năm 1967), linh mục Lương được bổ nhịệm làm Giáo sư tiếng Pháp và vạn vật học tại Tiểu chủng viện Buffalo. Từ năm 1959, ông đảm trách cương vị Tuyên úy sinh viên. Trong giai đoạn từ năm 1967 đến năm 1975, ông đảm nhận vai trò phó tuyên úy, sau đó trở thành tuyên úy bệnh viện Saint Francis. Các bác sĩ tại đây đã giới thiệu với linh mục Đa Minh Lương bộ môn đánh golf và linh mục Lương yêu thích môn thể thao này. Với các kiến thức vật lý và kiến thức tự học hỏi về golf, ông viết sách The 10 Commandments of Golf Strokes (Tạm dịch: 10 điều răn dành cho những golf thủ).
Tháng 11 năm 1971, linh mục Đa Minh Lương cùng một số linh mục người Việt Nam đang du học khác tại Hoa Kỳ thành lập Cộng đồng Giáo sĩ và Tu sĩ Việt Nam tại Hoa Kỳ. Đây là tổ chức tiền thân của Liên Tu Sĩ và Liên Đoàn Công Giáo Việt Nam tại Hoa Kỳ.
Năm 1975, linh mục Mai Thanh Lương về Việt Nam bằng đường hàng không và máy bay bị chuyển hướng, hạ cánh tại một hòn đảo (Guam) vì dòng người di tản khỏi thành phố Sài Gòn. Trên hòn đảo này, ông cử hành lễ cho những người tị nạn. Trong một buổi lễ tại đây, ông đã gặp lại thân mẫu, đang đứng trong đám đông dự lễ. Ngoài thân mẫu, ông cũng gặp lại anh em của mình trên hòn đảo. Sau đó, linh mục Lương bắt chuyến bay về Hoa Kỳ để tìm cách giúp đỡ người tị nạn Việt Nam đang tạm cư ngụ tại hòn đảo. Sau khi sắp xếp cho gia đình đến định cư tại New York, ông quyết định di chuyển đến làm mục vụ tại Tổng giáo phận New Orleans, nơi tập trung đông đảo người tị nạn gốc Việt Nam. Các giám mục Công giáo Hoa Kỳ đã hỗ trợ 50% người tị nạn Việt Nam, theo ước tính của Mai Thanh Lương. Ông cho biết mình đã hỗ trợ tái định cư cho nhiều gia đình làng chài và với tư cách cá nhân, đã thương thuyết với Đại học Tulane nhằm đảm bảo trẻ em Việt Nam có cơ hội được học tập.
Với biến cố chiến tranh ngày 30 tháng 4 năm 1975, linh mục Mai Thanh Lương được điều chuyển làm linh mục Tuyên úy trại tạm cư Fort Chaffee và rời Giáo phận Buffalo. Tại đây, ông đã thi hành công tác mục vụ với vai trò Tuyên uý cho hàng nghìn người tị nạn. Một năm sau đó, ông được bổ nhiệm làm Giám đốc Trung tâm mục vụ cho người tị nạn và giữ chức này đến năm 1983. Trước đó, vào tháng 7 năm 1976, linh mục Mai Thanh Lương được linh mục Gioan Trần Công Nghị - Giám đốc tiên khởi Trung tâm Mục vụ Công Giáo Tổng giáo phận New Orleans và sau đó là Tổng giám mục Tổng giáo phận Orleans Philip Matthew Hannan mời để kế nhiệm ông làm Giám đốc do linh mục Nghị đến Rôma học tiến sĩ. Cùng với các linh mục khác hỗ trợ, ông đã gầy dựng trung tâm Công giáo thành một trong những trung tâm có quy mô nhất nước Mỹ. Ông là cố vấn cho Tổng giám mục về việc giải quyết các vấn đề liên quan đến cộng đồng người Việt Nam.
Sau năm 1975, vì hoàn cảnh lịch sử, linh mục Mai Thanh Lương không thể về Việt Nam nên thi hành tác vụ linh mục tại Buffalo, rồi tại New York và cuối cùng gia nhập Tổng giáo phận New Orleans vào năm 1976. Linh mục Đa Minh Lương từng đảm nhận chức linh mục phó xứ giáo xứ St. Louis (Thánh Louis), Buffalo, từ năm 1975 đến năm 1976. Ông nhập quốc tịch Hoa Kỳ năm 1977 và lần đầu tiên trở về thăm gia đình vào năm 1979.
Cộng đồng giáo dân gốc Việt Nam gặp nhiều khó khăn về sinh hoạt tôn giáo: các giáo xứ tại Hoa Kỳ chỉ cho phép cộng đồng người Việt sử dụng nhà thờ vào buổi trưa hoặc sáng sớm, hay giới hạn sử dụng nhà thờ một giờ mỗi tuần. Chính vì những khó khăn này, linh mục Mai Thanh Lương quyết định dùng một căn nhà di động làm nhà thờ Các Thánh Tử đạo Việt Nam, nhưng sau đó nơi sinh hoạt này phải dẹp bỏ vì bị chủ đất nơi thuê đậu nhà di động khởi kiện. Năm 1983, linh mục Mai Thanh Lương xin Tổng giám mục Tổng giáo phận New Orleans Philip Matthew Hannan xin phép thành lập Giáo xứ Maria Nữ Vương Việt Nam và được chấp thuận. Cùng với việc thành lập giáo xứ, linh mục Mai Thanh Lương cũng trở thành linh mục chánh xứ tiên khởi. Đây là nhà thờ Công giáo có ngôn ngữ chính là tiếng Việt đầu tiên của Giáo phận. Thời gian đầu thiết lập, giáo xứ gặp nhiều khó khăn vì giáo dân có xuất thân là ngư dân thiếu trình độ và ngôn ngữ. Giáo xứ cũng gặp khó khăn về tài chính. Sau năm năm đầu tiên, giáo xứ được nhiều giáo xứ có nguồn tài chính hỗ trợ và các khoản quyên góp cho giáo xứ dần tăng lên. Với thời gian, giáo xứ có khả năng tự cung ứng kinh phí, cũng như đối phó với tình trạng người trẻ di cư ra vùng ngoại ô, sửa chữa các nhà thờ và mời gọi giáo dân Hoa Kỳ gốc Tây Ban Nha tham gia cùng. Với cương vị là quản xứ, linh mục Lương khuyến khích giáo dân nói lên tiếng nói của mình, tham gia cộng đồng của mình thông qua chính trị, bằng cách vận động họ tham gia bỏ phiếu. Ông cũng từng thuê xe buýt chở những người cao tuổi đi bỏ phiếu. Ngôi nhà thờ này từng có thời gian chỉ là một căn nhà di động (Mobile home), với nguồn điện được kéo từ tám ngôi nhà có chủ là người gốc Việt xung quanh. Tính đến năm 2003, giáo xứ có 6.000 giáo dân, 1.300.000 đô la Mỹ ngân quỹ và dự án kiến thiết nhà thờ mới trị giá 10 triệu đô la Mỹ. Trong khu vực, một tên đường được chọn nhằm ghi nhận công lao của linh mục Mai Thanh Lương mang tên Dominic Mai Avenue (hoặc Dominic Mai Street).
Năm 1984, Mai Thanh Lương tổ chức thành công Đại hội Công Giáo Việt Nam tại Hoa Kỳ lần thứ II. Đại hội này đánh dấu sự khởi đầu cho những sinh hoạt đoàn thể Công giáo cũng như tìm kiếm nhân sự cho những công tác mục vụ. Trong tình huống ngư dân Mỹ xảy ra ẩu đả với người gốc Việt về vấn đề mâu thuẫn trong đánh bắt cá ở vịnh Mexico, linh mục Mai Thanh Lương đồng hành cùng các quan chức lực lượng Tuần duyên Hoa Kỳ, tổ chức các cuộc họp hàng tháng tại vùng thượng và hạ bờ biển Louisiana để giải thích các quy định đánh bắt và sử dụng thuyền cho ngư dân Việt Nam. Ông quan niệm rằng người Việt Nam nhập cư không phải chỉ tuân theo luật pháp mà còn phải thích nghi với phong tục địa phương. Các người dân này sau đó đã thay đổi hành vi. Giai đoạn năm 1985, có những tin đồn trong cộng đồng người Mỹ da màu về việc người gốc Việt Nam tại New Orleans được chính phủ trợ cấp nhiều, giành được các công việc và vấn nạn mất cắp vật nuôi. Nhận thấy các tin tức trên, linh mục Mai Thanh Lương quyết định tổ chức sự kiện ẩm thực thường niên giữa người gốc Việt và người gốc Phi, với mục đích tạo cơ hội để họ tìm hiểu lẫn nhau. Chính sự kiện này đã chấm dứt các xích mích giữa hai cộng đồng này. Tại giáo phận, ông kiến thiết xây dựng các công trình khác nhau: nhờ sự hỗ trợ của các doanh nhân gốc Việt, biến một đầm lầy thoát nước thành khoảng 1.000 căn hộ và nhà cửa, một nhà thờ và nhà trẻ với tổng diện tích 35 mẫu Anh. Ông cũng là người có vai trò giảm bớt mâu thuẫn giữa những người nhập cư chống Cộng sản và những người có mối liên hệ với Cộng sản trong vùng New Orleans. Ngày 15 tháng 12 năm 1986, Giáo hoàng Gioan Phaolô II ban tước vị Đức ông cho linh mục Mai Thanh Lương nhằm ghi nhận những cố gắng của ông trong việc hỗ trợ người tị nạn và nhập cư.
Linh mục Đa Minh Mai Thanh Lương là thành viên của Hội đồng Linh mục của giáo phận New Orleans, từ năm 1987 đến năm 1998. Từ năm 1989 đến năm 2003, ông được Hội đồng Giám mục Hoa Kỳ bổ nhiệm giữ chức Giám đốc Trung tâm Mục vụ Quốc gia Cộng đồng Việt Nam từ năm 1989 đến năm 2003. Trong thời gian này, ông vẫn kiêm nhiệm chức vụ linh mục chánh xứ Giáo xứ Đức Maria Nữ vương Việt Nam.
Năm 1996, Đức ông Mai Thanh Lương lần đầu tiên trở về Việt Nam, trong bối cảnh ông vừa tham dự Đại hội Liên Hội đồng Giám mục Á châu, do không có đại diện là giám mục Việt Nam được tham dự. Sau khi tham dự phiên họp tại Băng Cốc, ông đến Việt Nam bằng đường hàng không đến Thành phố Hồ Chí Minh. Phiên họp do Tòa Thánh chủ trì, với nội dung nói về tệ nạn buôn bán người. Ông đã bày tỏ ấn tượng của mình với các hình thức sống đạo của giáo hữu Việt Nam trong tình trạng khó khăn do bị cản trở từ chính quyền Việt Nam.
Năm 2000, ông được trao giải thưởng Giải Tổng Giám Mục Silvano Tomasi. Đây là lần đầu tiên một giải thưởng dành cho Thừa Tác Vụ các Chủng Tộc được Ủy ban Mục vụ Di dân và Người Tị nạn của Hội đồng Giám mục Công Giáo Hoa Kỳ tổ chức. Đức ông Mai Thanh Lương là người vận động các giáo sĩ, giáo dân trí thức ký vào thỉnh nguyện thư gửi Giáo hoàng Gioan Phaolô II về vấn đề tự do tôn giáo ở Việt Nam. Hơn 160 linh mục và hàng nghìn giáo dân đã hưởng ứng lời kêu gọi này. Bức thư này được chuyển đến giáo hoàng tháng 10 năm 2001, trước khi Hội đồng Giám mục Việt Nam thực hiện chuyến viếng thăm Ad Limina. Bức thư này đã có ảnh hưởng đến Hội đồng Giám mục, khiến họ ra thư ngỏ gửi đến chính quyền, cách riêng Tổng giám mục Gioan Baotixita Phạm Minh Mẫn cũng gửi cho linh mục Ủy ban Đoàn kết Nguyễn Tấn Khóa bức thư nói về tình trạng tự do tôn giáo và tệ nạn xã hội tại Việt Nam.
Ngày 15 tháng 8 năm 2001, Linh mục Mai Thanh Lương là người ký tên đầu tiên vào Bản lên tiếng của Các Linh mục Việt Nam Hải ngoại. Mục đích của lá thư này là nhằm xác nhận sự ủng hộ của họ đối với linh mục Tađêô Nguyễn Văn Lý và những yêu sách của ông này và các tôn giáo khác; yêu cầu chính quyền Việt Nam đảm bảo an toàn và quyền tự do cho các chức sắc tôn giáo và chấm dứt các hành động đàn áp các tôn giáo đồng thời kêu gọi các quốc gia khác, các tổ chức nhân quyền quan tâm đến tình hình nhân quyền và quyền tự do tôn giáo tại Việt Nam.
Thời gian ngắn từ năm 2002 đến năm 2003, ông là linh mục niên trưởng Đông New Orleans. Với vai trò là cầu nối giữa Liên đoàn Công giáo Việt Nam tại Hoa Kỳ và Hội đồng Giám mục Hoa Kỳ, Đức ông Mai Thanh Lương tán thành ý kiến của linh mục chính xứ Giáo xứ Các Thánh Tử Đạo Việt Nam, Arlington, Virginia công bố tháng 9 năm 1997 về mong muốn xây dựng một gian nhà nguyện kính Đức Mẹ La Vang tại Đền Đức Mẹ Vô Nhiễm, Washington D.C. và xúc tiến khởi sự xin phép Hội đồng Giám mục Hoa Kỳ. Công trình này sau đó nhận được sự cho phép và khánh thành năm 2006.

## Giám mục

### Bổ nhiệm và tấn phong
Ngày 25 tháng 4 năm 2003, Giáo hoàng Gioan Phaolô II bổ nhiệm linh mục Đa Minh Mai Thanh Lương làm Giám mục phụ tá Giáo phận Orange, kiêm nhiệm chức danh Giám mục Hiệu tòa Cebarades. Khi nhận được thông báo về bổ nhiệm từ Sứ thần Tòa Thánh, giám mục tân cử yêu cầu thời gian suy nghĩ, nhưng vị Sứ thần khẳng định tiến trình chọn linh mục Lương trở thành Giám mục đã kéo dài đến một thập niên, và sứ thần lo ngại sẽ mất nhiều thời gian hơn nữa mới có giám mục người Mỹ gốc Việt nếu như linh mục Mai Thanh Lương từ chối bổ nhiệm.
Giáo phận Orange là nơi có số lượng người Công giáo Việt Nam đông đảo nhất ngoài lãnh thổ Việt Nam và là giáo phận có nhiều đoàn thể, các tổ chức Công giáo của người gốc Việt. Bằng việc bổ nhiệm này, Giám mục tân cử Lương là vị giám mục Á châu thứ hai tại Hoa Kỳ và là vị Giám mục gốc Việt Nam đầu tiên tại Hoa Kỳ. Giám mục gốc Á châu đầu tiên tại Hoa Kỳ là Giám mục Ignatiô Uông Trung Chương quê quán tại Bắc Kinh, Trung Quốc, được tấn phong Giám mục tại San Francisco vào tháng 1 năm 2003. Mai Thanh Lương là một trong ba giám mục người Mỹ gốc Á được tấn phong chức giám mục tại các giáo phận thuộc bang California trong năm 2003, cùng với giám mục gốc Trung Quốc Uông Trung Chương và giám mục gốc Phillippines Oscar Solis.
Việc bổ nhiệm giám mục Tân cử Mai Thanh Lương kết thúc tiến trình của giám mục giáo phận Orange Brown hai năm trước đó, đề nghị Tòa Thánh Vatican bổ nhiệm một giám mục phụ tá mới cho giáo phận. Song song với tiến trình trên, các giám mục Hoa Kỳ cũng làm việc với nhau để chọn một ứng viên giám mục gốc Việt. Tin bổ nhiệm giám mục gốc Việt tiên khởi đã được loan báo rộng rãi qua các kênh truyền thông tiếng Việt và lan tỏa qua đường điện thoại, thư điện tử. Những người gốc Việt vui mừng trước tin tức này. Việc bổ nhiệm tân giám mục đến trong bối cảnh cộng đồng người Việt sinh sống ngoài lãnh thổ Việt Nam mất đi tiếng nói quan trọng trên trường quốc tế, sau sự qua đời của hồng y Phanxicô Xaviê Nguyễn Văn Thuận.
Tân giám mục được hy vọng sẽ trở thành tiếng nói đại diện cho cộng đồng người Việt tại Hoa Kỳ, một cộng đồng đầy chia rẽ về lĩnh vực chính trị. Với cương vị mới, giám mục Lương mục vụ cho giáo phận, nhưng chú trọng đặc biệt đến 32.500 tín hữu công giáo gốc Việt thuộc giáo phận, tương tự vị giám mục phụ tá còn lại là Soto, phục vụ mục vụ cộng đồng nói tiếng Latino (tiếng Tây Ban Nha). Báo The Los Angeles Times nhận định, việc bổ nhiệm giám mục Mai Thanh Lương có ý nghĩa đại diện cho sự phát triển của giáo dân Công giáo gốc Việt Nam tại Hoa Kỳ.
Trước đó, thông tin bổ nhiệm đã được Hồng y Tổng trưởng bộ Giám mục đã thông báo tin bổ nhiệm cho Giám mục Tân cử vào ngày 18 tháng 4 năm 2003. Ông cũng nhận được cuộc gọi của Giám mục Tod D.Brown và lời chúc trên Internet của Hội đồng Giám mục Hoa Kỳ. Mai Thanh Lương rời giáo xứ đang quản nhiệm và đến Giáo phận Orange ngày 24 tháng 4. Một ngày sau khi tin bổ nhiệm chính thức được công bố, giám mục tân cử Mai Thanh Lương cử hành lễ tạ ơn, cầu nguyện cho Giáo hội Công giáo và cộng đồng Công giáo Việt Nam tại trung tâm Công giáo Việt Nam Giáo phận Orange. Ông trở về Tổng giáo phận New Orleans ngày 27 tháng 4 để bàn giao vai trò chính xứ lại cho tân linh mục quản nhiệm.
Một trong những tuyên bố đầu tiên, giám mục tân cử Đa Minh Mai Thanh Lương tuyên bố: Qua việc bổ nhiệm tôi, một linh mục Việt Nam đầu tiên lên hàng Giám mục, Đức Thánh Cha nói riêng và Giáo hội Hoa Kỳ nói chung đã công nhận đến sự đóng góp rất nhiều của 400.000 người Công giáo Việt Nam, với hơn 600 linh mục và hơn 500 tu sĩ đã làm phong phú cho Giáo hội Hoa Kỳ.
Trả lời phỏng vấn tờ Việt Báo, giám mục tân cử cho biết ông nhận trách nhiệm mới là này là vì ông là một người Việt Nam hải ngoại. Tân giám mục cho biết cần đồng hành xây dựng tương lai cho Giáo hội Công giáo Việt Nam và quan trọng nhất là khối Công giáo Việt Nam hải ngoại. Ông đánh giá việc bổ nhiệm là cơ hội và cũng là vinh dự cho người Việt trong và ngoài nước. Nhận định về tự do tôn giáo tại Việt Nam, ông cho rằng Việt Nam thực tế chưa có tự do tôn giáo hoàn toàn, riêng về phía Công giáo thì có các vấn đề như vấn đề về bổ nhiệm các giáo sĩ, các cơ quan từ thiện xã hội (trước năm 1975) bị trưng dụng. Nói sự sự giúp đỡ có thể có của người gốc Việt tại hải ngoại cho người sống tại Việt Nam, giám mục tân cử nhận định trong hoàn cảnh lúc này chỉ có thể hỗ trợ những người nghèo khổ. Ông cho biết ông và các linh mục thường hỗ trợ các trại cùi và mong được hỗ trợ các dòng tu xây dựng các lớp học tình thương.
Đức ông Mai Thanh Lương được tấn phong giám mục tại Nhà thờ Thánh Columban ở Garden Grove, California vào chiều ngày 11 tháng 6 năm 2003, với phần nghi thức truyền chức được cử hành bởi chủ phong là giám mục Tod Brown, giám mục giáo phận Orange. Hai vị giáo sĩ phụ phong gồm có Tổng giám mục Alfred Clifton Hughes, Tổng giám mục Tổng giáo phận New Orleans và giám mục Jaime Soto, Giám mục phụ tá Giáo phận Orange. Trong số các giám mục hiện diện, có giám mục Phanxicô Xaviê Nguyễn Văn Sang, Giám mục Giáo phận Thái Bình và giám mục Giuse Nguyễn Văn Yến, Giám mục Giáo phận Phát Diệm. Tham dự lễ tấn phong, ngoài Hồng y Roger Mahony, Tổng giám mục Tổng giáo phận Los Angeles còn có 34 giám mục, 180 linh mục, 30 tu sĩ nam nữ và khoảng hơn 1.500 giáo dân. Tham dự lễ truyền chức, còn có các đại diện tôn giáo khác như Tin Lành, Phật giáo, Do Thái giáo, Hồi giáo,... Cùng trong buổi lễ, giám mục chính tòa Brown công bố việc cấp cho tân giám mục tòa nhà ở New Port Beach và Little Saigon để thực hiện các việc mục vụ.

### Công tác mục vụ
Ngày 24 tháng 10 năm 2003, nhân dịp tân hồng y Gioan Baotixita Phạm Minh Mẫn thăm Orange County sau lễ vinh thăng tước vị, Giám mục Mai Thanh Lương đã tham gia buổi đón tiếp hồng y này. Giám mục Mai Thanh Lương ký tên vào kiến nghị thư của tổ chức Mạng Lưới Tuổi Trẻ Việt Nam Lên Đường. Nội dung thư này là kêu gọi chấm dứt buôn bán phụ nữ và trẻ em làm nô lệ tình dục trong Buổi luận đàm ngày 23 tháng 3 năm 2004 với chủ đề Những vấn đề hôm nay. Nêu lên ý kiến của mình về tệ nạn này tại Việt Nam, Giám mục Lương cho rằng vì chính quyền Việt Nam quản lý rất chặt chẽ dân cư, nên ông cho rằng có sự đồng lõa của nhà cầm quyền trong vấn đề buôn bán người. Ông kêu gọi giáo dân Công giáo đấu tranh cho các nạn nhân nô lệ tình dục và kêu gọi họ cũng ký vào kiến nghị như ông. Giám mục Mai Thanh Lương cho rằng sự đoàn kết của các tôn giáo đấu tranh cho các nạn nhân là cần thiết và loan báo sẽ bàn thảo cùng Hội đồng Liên tôn Việt Nam tại Hoa Kỳ. Vị giám mục gốc Việt cùng kêu gọi giới trẻ gửi thư kiến nghị này đến Giáo hoàng Gioan Phaolô II và Hội đồng Giám mục Hoa Kỳ để mong họ cùng lên tiếng. Tháng 6 năm 2004, ông là một trong chín cư dân tiêu biểu và có đóng góp cho Orange County và được vinh danh bởi Hạ nghị sĩ Quốc hội bang California Lou Correa. Giám mục Lương được ghi nhận về công tác đấu tranh nhân quyền và tự do tôn giáo và nạn buôn người liên quan đến Việt Nam.
Tháng 1 năm 2005, giám mục Mai Thanh Lương tham dự buổi cầu nguyện cho nạn nhân sóng thần Tsunami. Tham dự còn cò đại diện giới trẻ từ các hội đoàn, các chức sắc tôn giáo khác thuộc Hội đồng Liên Tôn Việt Nam tại Hoa Kỳ. Tổng cộng, họ quyên góp được 50.000 đô la Mỹ cho công việc cứu trợ các nạn nhân. Cuối tháng 8 năm 2005, khi bão Katrina tiến vào New Orleans, nơi Giám mục Mai Thanh Lương thực hiện trách vụ linh mục, ông đã nhận được nhiều cuộc gọi cầu cứu từ các giáo dân từ Tổng giáo phận New Orleans. Lý do họ gọi đến Giám mục Lương là vì các tháp điện thoại địa phương mất tín hiệu và chỉ còn có thể liên lạc điện thoại đường dài. Từ văn phòng giám mục tại giáo phận Orange, ông đã phối hợp giải cứu các giáo dân đang trong tình huống nguy cấp. Ông cũng đảm nhận vai trò Cố vấn Uỷ ban Cứu trợ nạn nhân cuồng phong thiên tai Katrina, do Liên đoàn Công giáo Việt Nam thành lập để liên lạc và phối hợp với các tổ chức đoàn thể Công giáo, xúc tiến chiến dịch cứu trợ của các giáo phận Công giáo Hoa Kỳ. Cuối tháng 9, Giám mục Lương và phái đoàn gồm các thành viên Ủy ban và đại diện báo chí đến thăm các vùng chịu ảnh hưởng bão tại New Orleans, Biloxi và các trại tạm trú tại Baton Rouge. Tháng 10 năm 2005, Giám mục Mai Thanh Lương là một trong bốn đại diện các tôn giáo thuộc Hội đồng Liên Tôn Việt Nam tại Hoa Kỳ lên tiếng kêu gọi mọi người ủng hộ linh mục Phêrô Nguyễn Văn Hùng trong công tác hỗ trợ các công nhân và cô dâu Việt Nam bị ngược đại tại Đài Loan. Nói về việc chính quyền Việt Nam không lên tiếng trước thực trạng trên, Giám mục Lương nhận định Việt Nam chỉ có công dân trên giấy tờ. Cụ thể, ngày 8 tháng 10, Liên Minh Người Việt Chống Tệ Nạn Buôn Người (VietACT) và các giáo sĩ Công giáo là Giám mục Mai Thanh Lương, linh mục Phêrô Nguyễn Văn Hùng và một số người khác lên tiếng kêu gọi Liên Hợp Quốc và truyền thông quan tâm đến nạn buôn người và bóc lột sức lao động. Lời kêu gọi được đưa ra trong bối cảnh nhiều công nhân và phụ nữ Việt Nam bị đối xử tồi tệ như nô lệ tại Đài Loan.
Giám mục Mai Thanh Lương đảm nhận vai trò Cố vấn cho Đại hội Giới Trẻ Việt Nam 2006 tổ chức tại Los Angeles, Hoa Kỳ. Ông từng về Việt Nam lần đầu vào đầu tháng 10 năm 2006 để viếng thăm Tổng giáo phận Huế và dòng Thánh Tâm với tư cách là một giám mục thuộc Hội đồng Giám mục Hoa Kỳ. Cùng đi với ông còn có một giám mục phụ tá khác của Giáo phận Orange, 1 nữ tu dòng Mến Thánh Giá và 2 giáo dân người Mỹ. Ngày 21 tháng 10, ông tham gia sự kiện khánh thành Nguyện đường Đức Mẹ La Vang tại thủ đô Washington D.C., Hoa Kỳ. Phái đoàn tham dự từ Việt Nam dẫn đầu bởi Chủ tịch Hội đồng Giám mục Phaolô Nguyễn Văn Hòa, Tổng giám mục Ngô Quang Kiệt Tổng giáo phận Hà Nội và Tổng giám mục Tổng giáo phận Huế Stêphanô Nguyễn Như Thể. Giám mục Lương cũng là vị giảng thuyết trong thánh lễ đón tượng Đức Mẹ La Vang vào đền thánh, tổ chức một ngày sau đó.
Giám mục Mai Thanh Lương nhận trả lời Đài Chân lý Á Châu cuối tháng 1 năm 2007, trong bối cảnh diễn ra cuộc gặp giữa Giáo hoàng Biển Đức XVI và ông Nguyễn Tấn Dũng, thủ tướng Việt Nam. Giám mục Lương nhận định cuộc gặp là cơ hội để Việt Nam đối thoại với Tòa Thánh. Nói về nguyên nhân của cuộc gặp, ông cho rằng có thể do Việt Nam vừa trở thành thành viên của Tổ chức Thương mại Thế giới WTO hoặc do mong muốn thiết lập bang giao với Vatican. Giám mục Lương hy vọng đây là một dịp giúp Việt Nam nhận ra tôn giáo không phải là một mối đe dọa mà là yếu tố xây dựng quốc gia. Được hỏi mong muốn về cải thiện tình trạng tình hình tôn giáo tại Việt Nam, ông cho rằng Việt Nam cần bàn giao lại các cơ sở tôn giáo đã tịch thu, không còn kiểm soát nhân sự tôn giáo và cho phép thành lập một tờ báo Công giáo. Giám mục Mai Thanh Lương cho biết ông không hài lòng với các chính sách về tôn giáo của Việt Nam.
Đầu tháng 12 năm 2007, Quốc vụ viện Trung Quốc phê chuẩn việc thành lập thành phố Tam Sa (thuộc tỉnh Hải Nam), quản lý ba quần đảo trên biển Đông, trong đó có hai quần đảo Hoàng Sa và Trường Sa. Cuối năm 2007, Tổng giáo phận Hà Nội và chính quyền Việt Nam xảy ra mâu thuẫn trong vụ tranh chấp Tòa Khâm sứ cũ. Ngày 23 tháng 12 năm 2007, Giám mục Đa Minh Mai Thanh Lương và hàng nghìn giáo dân bày tỏ tình liên đới và đồng thuận với nguyện vọng và tâm tư của giáo dân Tổng giáo phận Hà Nội. Trước tình hình trên, Giám mục Lương cũng kêu gọi các cộng đoàn giáo xứ Việt Nam tại Hoa Kỳ tổ chức cầu nguyện cho Giáo hội và Tổ quốc Việt Nam. Trước hai sự kiện trên, ngày 23 tháng 12, Hội đồng Liên Tôn Việt Nam tại Hoa Kỳ cùng nhiều nhân vật tôn giáo, chính trị gốc Việt đã cùng nhau tổ chức buổi thắp nến để cầu nguyện cho Việt Nam. Phát biểu tại sự kiện, ngoài nhắc đến vấn đề Hoàng Sa và Trường Sa, Giám mục Lương cũng nhắc đến sự việc Tòa Khâm Sứ và đề nghị chính quyền Việt Nam trao trả lại các tài sản của các tôn giáo đã bị trưng dụng. Các vấn đề này một lần nữa được Giám mục Lương nhắc đến trong buổi cầu nguyện của Hội đồng Liên Tôn Việt Nam tại Hoa Kỳ tổ chức ngày 20 tháng 1 năm 2008.
Giáo hoàng Biển Đức XVI có chuyến tông du Hoa Kỳ đầu tiên trên cương vị giáo hoàng và cử hành lễ ngày 17 tháng 4 năm 2008. Giám mục Lương đã từ Giáo phận Orange, Hoa Kỳ đến đồng tế lễ với giáo hoàng. Trên đường tham dự Đại hội Giới trẻ năm 2008, phái đoàn 40 giáo dân trẻ giáo phận Orange do giám mục Brown và hai giám mục phụ tá Soto và Mai Thanh Lương đến thăm Tổng giáo phận Hà Nội. Tại đây, đoàn được Tổng giám mục Giuse Ngô Quang Kiệt đón tiếp. Phái đoàn cũng đến thăm trại phong Quốc Oai. Trong khuôn khổ Đại hội, ông cũng đồng tế với ba giám mục dẫn đầu đoàn giới trẻ Việt Nam là Giuse Vũ Văn Thiên, Phaolô Bùi Văn Đọc và Giuse Đặng Đức Ngân vào ngày đầu tiên của đại hội (ngày 16 tháng 7 năm 2008).
Giữa tháng 10 năm 2008, Giám mục Mai Thanh Lương tham dự ngày hội ngộ giới chức Công Giáo miền Tây Nam Hoa Kỳ, kỳ II tổ chức tại Trung tâm Công giáo Việt Nam, Santa Ana. Phát biểu tại ngày hội, Giám mục Lương nêu quan điểm giáo dân gốc Việt thực hiện được nhiều điều hay, nhưng thiếu tinh thần cộng tác. Ông cho rằng người giáo dân cần thực hiện cùng nhau các công việc mục vụ với Hội đồng Giám mục Hoa Kỳ, không thụ động chờ đợi các giáo sĩ và tu sĩ. Trong khung cảnh kỳ bầu cử Tổng thống Hoa Kỳ năm 2008 sắp đến, Giám mục Đa Minh Lương nhắn nhủ giáo dân, khuyến khích họ tham gia chính trị, nhưng là chính trị lành mạnh không đảng phái, phe nhóm. Tình hình vụ tranh chấp tại Giáo xứ Tam Tòa, giáo phận Vinh tháng 10 năm 2008, Giám mục Mai Thanh Lương viết thư bày tỏ tình liên đới với giáo dân giáo phận Vinh.
Tháng 3 năm 2010, Giám mục Mai Thanh Lương bày tỏ quan điểm của mình về vụ linh mục Tađêô Nguyễn Văn Lý được thả ra. Ông cho rằng, với các đơn xin từ thân nhân, các đề nghị của các cơ quan nhân đạo ý kiến về sức khỏe của linh mục Lý và chính quyền Việt Nam nhận định cần cho phép linh mục này dưỡng bệnh đã dẫn đến quyết định trên. Tháng 1 năm 2011, ông tham dự lễ Bế mạc Năm Thánh 350 năm Công giáo tại Việt Nam. Ông nhận định tình hình tự do tôn giáo tại Việt Nam nhiều khía cạnh bị hạn chế: việc phong chức giám mục, các cơ sở tôn giáo và tự do tham gia các công việc từ thiện và dịch vụ xã hội. Giám mục Lương đánh giá động thái Giáo hoàng Biển Đức XVI bổ nhiệm Tổng giám mục Leopoldo Girelli làm Đại diện Tòa Thánh không thường trú tại Việt Nam là một hướng đi đúng. Ông cho rằng khi Giáo hội Công giáo Việt Nam không thể cất lên tiếng nói, vị Đại diện Tòa Thánh có thể làm điều này.
Tháng 3 năm 2013, nhằm ủng hộ lá thư kêu gọi chính quyền Việt Nam thay đổi hiến pháp của Hội đồng Giám mục Việt Nam, giám mục Mai Thanh Lương tham gia cuộc thắp nến tổ chức tại Giáo xứ St. Barbara, Santa Ana. Tâm Thư kêu gọi ủng hộ Bản góp ý sửa đổi Hiến pháp của Hội đồng Giám mục Việt Nam được một số giám mục gốc Việt tại hải ngoại ký tên, trong đó có giám mục Mai Thanh Lương. Tính đến giữa tháng 3, đã có hơn 11.000 người ký tên ủng hộ. Giữa tháng 11 năm 2013, ông là một trong ba vị đồng chủ tọa buổi lễ cầu nguyện cho dự luật cải tổ di trú toàn diện tại Hoa Kỳ.
Trước diễn biến phức tạp của Vụ hạ giàn khoan Hải Dương 981, Trung tâm Công giáo Việt Nam Giáo phận Orange tổ chức đêm thắp nến cầu nguyện vào ngày 3 tháng 5 năm 2014. Tham dự có Giám mục Mai Thanh Lương, giám mục Phaolô Nguyễn Thái Hợp, các linh mục Mai Khải Hoàn, Đặng Văn Chính và Phó tế Chu Bình đại diện các phó tế. Không chỉ có các giáo sĩ Công giáo, buổi cầu nguyện còn có sự hiện diện của Hòa thượng Thích Chơn Thành, Phó Thượng thủ Giáo hội Phật giáo Việt Nam Trên Thế Giới, Viện chủ chùa Liên Hoa. Ngoài ra, buổi lễ còn có sự góp mặt của các dân biểu Hoa Kỳ gốc Việt Nam và hàng nghìn người tham dự. Phát biểu tại buổi lễ, Giám mục Lương kêu gọi cầu nguyện với bà Maria nhằm bảo vệ đất nước khỏi họa diệt vong.

### Từ nhiệm và qua đời
Ngày 20 tháng 12 năm 2015, văn phòng Toà Thánh loan tin Giáo hoàng Phanxicô chấp thuận đơn từ chức của Giám mục Mai Thanh Lương vì lý do tuổi tác theo Giáo luật. Giám mục Lương cho biết đây là điều ông mong nhận được trong dịp sinh nhật của mình. Với sự hồi hưu của Giám mục Mai Thanh Lương, không còn bất cứ giám mục gốc Việt Nam nào đương nhiệm tại Hoa Kỳ. Cũng trong khoảng thời gian cuối năm 2015, ông đến Việt Nam thực hiện công việc mục vụ trong vòng một tháng. Ngày 27 tháng 12, ông gặp gỡ Tổng giám mục Tổng giáo phận Huế Phanxicô Xaviê Lê Văn Hồng. Trong cùng ngày, ông đến viếng Đức Mẹ La Vang vào buổi sáng và ghé thăm và nói chuyện với các linh mục và Tu sĩ Dòng Thánh Tâm, theo lời mời của linh mục Antôn Huỳnh Đầy, Bề trên Tổng quyền của Dòng. Giám mục Mai Thanh Lương đã cử hành thánh lễ tạ ơn và kết thúc sứ vụ Giám mục phụ tá vào ngày 18 tháng 1 năm 2016 tại Nhà thờ Saint Columban, Garden Grove.
Sau khi chính thức nghỉ hưu, Giám mục Mai Thanh Lương tiếp tục thi hành các nghi lễ mục vụ tại nhà thờ St. Bonaventure, Huntington Beach, California. Giáo xứ này là nơi có đông đảo tín hữu gốc Việt. Ông cũng dành thời gian để viết sách Mẹ Maria với Việt Nam" (Mary of Vietnam), tham gia nhóm Lectio Divina. Dù có mong muốn được đi hành hương nhiều nơi, Giám mục Lương không thể thực hiện điều này do sức khỏe không cho phép.
Đầu tháng 1 năm 2017, Giám mục Lương cử hành nghi thức thánh hiến Văn phòng Tuyên thánh linh mục Phanxicô Xaviê Trương Bửu Diệp tại Little Saigon. Đây là văn phòng chính thức và duy nhất tại Hoa Kỳ, do chính cáo thỉnh viên xúc tiến tiến trình tuyên thánh cho linh mục Diệp là Trần Thế Tuyên sáng lập. Ngày 6 tháng 10 năm 2017, ông tham dự họp báo công bố tân Giám mục Tôma Nguyễn Thái Thành. Giám mục Thành là giám mục gốc Việt thứ hai đảm nhận vai trò giám mục công tác tại giáo phận Orange. Tháng 11 năm 2017, giám mục Mai Thanh Lương yêu cầu linh mục Trần Công Nghị tìm cách tác động Tổng thống Hoa Kỳ Donald Trump khi ông này có chuyến thăm Việt Nam, nhằm mục đích yêu cầu chính quyền Việt Nam cải thiện nhân quyền, tự do tôn giáo.
Trong vòng một năm cuối đời, Giám mục Mai Thanh Lương nhiều lần nhập viện và trong tháng cuối cùng, ông cần lọc máu ba lần mỗi tuần. Ngày 4 tháng 12 năm 2017, Giám mục Lương nhập viện Thánh Giuse cấp cứu. Giám mục Kevin Vann và thư ký đã đến thăm. Sáng ngày 6 tháng 12, ông rơi vào trạng thái hôn mê và qua đời vào lúc 10 giờ 20 phút sáng (giờ địa phương). Trước đó, cố giám mục được đưa đến bệnh viện St. Joseph, Orange sau khi đại tiện và ho ra máu. Ông có tiền sử mắc nhiều căn bệnh, trong đó bệnh tiểu đường là bệnh nặng nhất. Trước khi qua đời, ông đã được linh mục Trịnh Minh Thái, phó xứ giáo xứ Saint Thomas More, Irvine cử hành bí thức Xức dầu Bệnh nhân. Nguyên nhân tử vong của cố giám mục được xác nhận là do suy thận.
Lễ tiễn chân được cử hành vào chiều cùng ngày (giờ địa phương), do Giám mục Tân cử Tôma Nguyễn Thái Thành và Giám mục Giáo phận Orange Kevin Vann cùng các linh mục đồng tế. Tham dự lễ có khoảng 1000 giáo dân, dù buổi lễ được thông báo cách đột xuất. Ngày 12 tháng 12, thi hài cố giám mục được đặt tại Trung Tâm Công Giáo Giáo phận Orange và ngày 13 tháng 12 tại nhà thờ chính tòa Chúa Kitô. Tại hai địa điểm thăng viếng này, hàng nghìn giáo dân, linh mục, tu sĩ nam nữ đã cử hành nhiều thánh lễ, thực hiện các nghi thức viếng xác và cầu nguyện.
Sau các ngày thăm viếng, lễ an táng của cố Giám mục Mai Thanh Lương cử hành tại Nhà thờ Holy Family (Thánh Gia; là nhà thờ chính tòa cũ của Giáo phận Orange) vào sáng ngày 14 tháng 12 và thi hài được an táng tại Nghĩa trang Holy Sepulcher (Mộ Thánh) trên đường Santiago Canyon Rd., Orange. Đồng tế lễ an táng ngoài các giám mục giáo phận Orange còn có Tổng giám mục Tổng giáo phận Los Angeles, Tổng giám mục Tổng giáo phận New Orleans, ba giám mục Việt Nam gồm Lôrensô Chu Văn Minh, Tôma Aquinô Vũ Đình Hiệu và Giuse Trần Văn Toản cùng với trên 200 linh mục. Thi hài cố giám mục được đặt trong một quan tài kiểu Việt Nam, như ước nguyện của ông lúc sinh tiền.

## Đời tư và đóng góp
Trong cuộc sống thường nhật, Mai Thanh Lương thường hỗ trợ những người cần lời khuyên, cần hỗ trợ chi phí xe buýt hay thực phẩm. Vào những ngày đẹp trời hoặc gặp khó khăn trong công tác mục vụ, ông thường chơi golf ở sân golf địa phương trong những trang phục thường ngày, với sự tôn trọng như khi mặc trang phục giáo sĩ. Nhiều người đã chia tay giám mục Lương tại sân golf khi biết tin ông đã được bổ nhiệm chức giám mục. Ông có lòng sùng kính đặc biệt với bà Maria (người Công giáo gọi là Đức Mẹ) và mỗi tối đều đến công trình núi Đức Mẹ La Vang thuộc Trung Tâm Công Giáo Giáo phận Orange để thực hiện công việc lần chuỗi Mân Côi. Ngoài ra, ông cũng tôn kính Các thánh tử đạo Việt Nam và Thánh Thể, từng viết sách Chầu Thánh Thể được nhiều giáo dân và cộng đoàn Công giáo sử dụng. Giám mục Lương cũng được ghi nhận về tính hài hước và sự giản dị của mình khi tự mình đến chợ mua thực phẩm với thường phục, nấu cơm và dùng với các thức ăn đơn giản.
Sau gần hai mươi năm sống ngoài Việt Nam, sau năm 1975, ông đến hỗ trợ mục vụ tại trại tị nạn và gặp khó khăn khi khả năng phát âm tiếng Việt và viết tiếng Việt của ông đã không còn chuẩn xác. Nhờ công tác đặc trách lo việc mục vụ cho giáo dân gốc Việt Nam mà Hội đồng Giám mục trao phó, ông đã cải thiện trong khả năng nói và viết tiếng Việt. Giám mục Mai Thanh Lương không dùng cách xưng hô dùng đại tự "cha", thay vào đó tự gọi cá nhân mình bằng đại từ "mình", trong những năm đầu tiên, giám mục Lương cũng đóng vai trò phiên dịch viên cho giáo dân gốc Việt Nam mới đến New Orleans tị nạn. Ông là người đã hỗ trợ cho hàng nghìn người định cư tại Louisiana, Missisippi, Florida, Houston,... đề nghị chọn các linh mục đến với các cộng đoàn giáo dân thiếu sự đồng hành mục vụ của linh mục. Trong đời sống thường nhật, linh mục Mai Thanh Lương đại diện cộng đồng gốc Việt Nam thảo luận với các lãnh đạo địa phương, nhận các cuộc gọi cá nhân từ những người cần giúp đỡ trong các công việc thường ngày, hỗ trợ họ khi ra tòa và đàm phán khi có tranh chấp tại nơi làm việc.
Trong đời sống thường ngày, Giám mục Mai Thanh Lương có cách ăn mặc giản dị, ưa dùng áo len cũ và quần kaki. Ông không bao giờ tự nhận mình là giám mục và thường phục vụ thực phẩm cho người vô gia cư tại Trung tâm Công giáo tại Santa Ana mỗi ngày. Ông ít chi tiêu cho mua sắm, sống trong một căn hộ bình thường hoặc thuê phòng để ở với những người quen biết. Giám mục Lương là một người thích chia sẻ với người khác và dành mối bận tâm của mình cho các công việc mục vụ. Là một người di dân, giám mục Lương đôi lúc cảm thấy cô đơn và rất vui mỗi khi có khách. Ông cũng thường quyên góp tài chính cho các tổ chức thúc đẩy công bằng xã hội. Trong giai đoạn làm Giám đốc Trung tâm Công giáo, ông thường tặng các phần ăn của McDonald cho những người vô gia cư, tham gia phân phát quấn áo, tặng quà cho người nghèo trong khu vực Civic Center hoặc Los Angeles.
Quan tâm đến những người khó khăn, ông lập Hội Education for the Poor (năm 2005) một tổ chức có mục đích hỗ trợ các học sinh nghèo tại Việt Nam học ngoại ngữ, từ đó có công việc làm để cải thiện đời sống gia đình. Số tiền quyên góp cho hội này dùng vào ba mục đích: tạo học bổng cho học sinh nghèo, gửi tình nguyện viên về Việt Nam để dạy Anh ngữ miễn phí và thành lập câu lạc bộ giáo dục. Tính đến tháng 10 năm 2017, hội này đã có 12 lần gây quỹ. Ông cũng là giáo sĩ người Việt đầu tiên là Tổng quản tổ chức từ thiện cho Công giáo Charity Orange County. Cùng với Tổng giám mục Silvano Maria Tomasi, ông thiết lập một văn phòng nhằm chăm sóc mục vụ cho di dân. Giám mục Lương cũng chính là người sáng lập Hội đồng Liên Tôn Việt Nam tại Hoa Kỳ.
Nhận định về Ngô Đình Diệm trong bối cảnh tham gia buổi ra mắt sách The Lost Mandate of Heaven (Thiên Mệnh Bị Đánh Mất) của tác giả Geoffrey Shaw, Giám mục Mai Thanh Lương đánh giá ông Diệm là một người yêu nước và đạo đức, đã bị Mỹ và các tướng lĩnh quân đội Việt Nam Cộng hòa phản bội.

## Nhận định
Linh mục Gioan Trần Công Nghị, Giám đốc hãng tin tức Công giáo Viet Catholic nêu nhận định:
| “ | Đức Cha Dominic có một đức tính rất trân quý của vị mục tử là hiền lành đơn sơ, yêu thương mọi người. Vì vậy đôi khi ngài bị những người xấu lợi dụng. Ngài là người tiên phong trong nhiều lãnh vực…Ngài luôn luôn lắng nghe và sẵn sàng cộng tác với nhiều người trong nhiều công tác miễn là có lợi ích cho cộng đồng người Việt là được. Một trong các đức tính của Đức Cha Dominic là sống hòa mình và dễ dàng tiếp cận với mọi người, thích dấn thân, và năng nổ... nhưng trên hết là yêu mến Giáo hội và Quê hương Việt Nam. | ” |

## Tông truyền
Giám mục Đa Minh Mai Thanh Lương được tấn phong giám mục năm 2003, thời Giáo hoàng Gioan Phaolô II, bởi:
- Giám mục Chủ phong: Giám mục Tod David Brown, giám mục chính tòa giáo phận Orange, California.
- Hai giám mục phụ phong: Tổng Giám mục Alfred Clifton Hughes, Tổng giám mục Tổng giáo phận New Orleans, Louisiana và Giám mục Jaime Soto, Giám mục phụ tá Giáo phận Orange.

Giám mục Đa Minh Mai Thanh Lương đóng vai trò phụ phong trong nghi thức truyền chức giám mục cho:
- Năm 2009, Giám mục Cirilo B. Flores, cố giám mục chính tòa Giáo phận San Diego.